# Ira (bướm đêm)
Ira là một chi bướm đêm thuộc họ Geometridae.